# Nueva Zelanda en los Juegos Olímpicos de Montreal 1976
Nueva Zelanda estuvo representada en los Juegos Olímpicos de Montreal 1976 por un total de 80 deportistas que compitieron en 13 deportes.  
El portador de la bandera en la ceremonia de apertura fue el luchador David Aspin.

## Medallistas
El equipo olímpico neozelandés obtuvo las siguientes medallas:
| Nombre | Deporte             | Competición              |
| --- | ------------------- | ------------------------ |
| Oro |                     |                          |
| John Walker | Atletismo           | 1500 m M                 |
| Equipo | Hockey sobre hierba | Torneo M                 |
| Plata |                     |                          |
| Dick Quax | Atletismo           | 5000 m M                 |
| Bronce |                     |                          |
| Trevor Coker Peter Dignan Athol Earl Anthony Hurt Alexander McLean David Rodger Ivan Sutherland Lindsay Wilson Simon Dickie (t) | Remo                | Ocho con timonel (M8+) M |